# Adriaan Valk
Adriaan Valk (Koog aan de Zaan, 10 juli 1943) is een Nederlands saxofonist en componist.

## Loopbaan
Valk begon pas op zijn 16e jaar met saxofoonlessen bij Harmonie Apollo in Zaandijk. In 1963 kreeg Valk van het Ministerie van OK&W een studiebeurs als 'buitengewoon talent'. Na 19 maanden militaire dienst ging hij naar het tegenwoordige Sweelinck Conservatorium in Amsterdam. Daar studeerde hij in 1972 cum laude af in de hoofdvakken Saxofoon en Klarinet. Van 1965-1974 remplaceerde hij tevens als klarinettist in het Koninklijk Concertgebouworkest.
In 1975 aanvaardde Valk de betrekking als hoofdvakdocent Saxofoon aan het conservatorium te Zwolle; in 1980 werd hij tevens hoofdvakdocent aan het conservatorium te Arnhem. Beide conservatoria maken tegenwoordig deel uit van ArtEZ Hogeschool voor de Kunsten.

## Composities
Halverwege de jaren 70 begon  Valk zelf muziek te schrijven, hiertoe mede geïnspireerd door de Hongaars/Nederlandse componist Géza Frid, die zijn Kleine Suite opus 88 aan Valk had opgedragen. Een van zijn eerste werken was de Dialogue voor altsax en cello, opgedragen aan zijn studievriend Godfried Hoogeveen. 
Van meet af aan was de cross-over met andere kunstdisciplines als toneel, dans, film en beeldende kunst een belangrijke leidraad in zijn werk. In 1975 al startte zijn intensieve samenwerking met acteur Henk van Ulsen. Samen maakten ze voorstellingen als Het boek Prediker en Het boek Job, met de video Job op Schokland (regie: Paul Kramer. IKON, 1992.) Valk improviseerde daarbij ondersteunend rondom de monologen van Van Ulsen.
Sindsdien maken meerdere regisseurs en choreografen voor hun producties gebruik van zijn muziek.
In 1989 werd Valks compositie Perspectief, geschreven voor het Brabants Saxofoonkwartet, bekroond door het Nationaal Fonds voor de Scheppende Toonkunst. 